# Coupe de la Ligue 2018-2019
La Coupe de la Ligue 2018-2019, chiamata Coupe de la Ligue BKT per motivi di sponsorizzazione, è stata la 25ª edizione della manifestazione organizzata dalla LFP. È iniziata il 14 agosto 2018 e si è conclusa il 30 marzo 2019 con la finale allo Stade Pierre-Mauroy di Villeneuve-d'Ascq.
Lo Strasburgo ha conquistato la sua terza Coppa di Lega, ritrovando un successo che mancava dall'edizione 2004-2005. La squadra alsaziana ha sconfitto in finale il Guingamp, imponendosi ai calci di rigore.
Lo Strasburgo si è qualificato al secondo turno preliminare di UEFA Europa League 2019-2020.

## Regolamento
La manifestazione era costituita da sei turni, oltre la finale, tutti a eliminazione diretta. In caso di risultato di parità si sono effettuati direttamente i calci di rigore, con i tempi supplementari che sono restati in vigore soltanto per la finale.
Ai primi due turni preliminari hanno preso parte le 20 squadre iscritte al campionato di Ligue 2 più 4 formazioni provenienti dal Championnat National. Nel terzo turno sono entrate le 14 squadre di Ligue 1 non teste di serie.
Agli ottavi di finale è avvenuto l'ingresso delle teste di serie, vale a dire le squadre francesi che partecipavano alle coppe europee.

## Scelta della sede della finale
Come stabilito nell'edizione 2016, la sede della finale dell'edizione 2019 è stato lo Stade Pierre-Mauroy di Villeneuve-d'Ascq.
| Città | Stadio                                  | Edizione  |
| ----- | --------------------------------------- | --------- |
| Lilla | Stade Pierre-Mauroy (Villeneuve-d'Ascq) | 2018-2019 |

## Partecipanti
Di seguito l'elenco delle partecipanti.

### Ligue 1
- Amiens
- Angers
- Bordeaux
- Caen

- Digione
- Guingamp
- Lilla
- Monaco

- Montpellier
- Nantes
- Nîmes
- Nizza

- Olympique Lione
- Olympique Marsiglia
- Paris Saint-Germain
- Rennes

- Saint-Étienne
- Stade Reims
- Strasburgo
- Tolosa

Le squadre in grassetto sono automaticamente qualificate agli ottavi di finale.

### Ligue 2
- Ajaccio
- Auxerre
- AS Béziers
- Brest
- Châteauroux

- Clermont Foot
- Gazélec Ajaccio
- Grenoble
- Le Havre
- Lens

- Lorient
- Metz
- Nancy
- Niort
- Orléans

- Paris FC
- Red Star
- Sochaux
- Troyes
- Valenciennes

### Championnat National
- Bourg-en-Bresse
- Laval

- Red Star
- Tours

## Calendario
| Fase        | Turno            | Partita unica                       |
| ----------- | ---------------- | ----------------------------------- |
| Preliminari | Primo turno      | 14 agosto 2018                      |
| Preliminari | Secondo turno    | 28 agosto 2018                      |
| Preliminari | Terzo turno      | 30-31 ottobre 2018 27 novembre 2018 |
| Fase Finale | Ottavi di finale | 18-19 dicembre 2018                 |
| Fase Finale | Quarti di finale | 8-9 gennaio 2019                    |
| Fase Finale | Semifinali       | 29-30 gennaio 2019                  |
| Fase Finale | Finale           | 30 marzo 2019                       |

## Preliminari

### Primo turno
| Squadra 1      | Risultato       | Squadra 2       |
| -------------- | --------------- | --------------- |
| 14 agosto 2018 |                 |                 |
| Tours          | 0 - 1           | Lens            |
| Le Havre       | 2 - 0           | Bourg-en-Bresse |
| Laval          | 0 - 3           | Clermont Foot   |
| Nancy          | 1 - 0           | Red Star        |
| Metz           | 2 - 1           | Grenoble        |
| Sochaux        | 1 - 1 (3-4 dtr) | Brest           |
| Quevilly-Rouen | 1 - 2           | Troyes          |
| Paris FC       | 0 - 0 (3-4 dtr) | Ajaccio         |
| Châteauroux    | 1 - 0           | Niort           |
| Orléans        | 1 - 1 (6-5 dtr) | AS Béziers      |
| Auxerre        | 3 - 1           | Gazélec Ajaccio |
| Valenciennes   | 0 - 1           | Lorient         |

### Secondo turno
| Squadra 1      | Risultato       | Squadra 2     |
| -------------- | --------------- | ------------- |
| 28 agosto 2018 |                 |               |
| Ajaccio        | 0 - 1           | Lorient       |
| Le Havre       | 3 - 3 (6-5 dtr) | Brest         |
| Nancy          | 1 - 1 (3-5 dtr) | Orléans       |
| Auxerre        | 2 - 1           | Châteauroux   |
| Troyes         | 3 - 1           | Clermont Foot |
| Lens           | 1 - 1 (3-5 dtr) | Metz          |

### Terzo turno
| Squadra 1        | Risultato       | Squadra 2     |
| ---------------- | --------------- | ------------- |
| 30 ottobre 2018  |                 |               |
| Montpellier      | 0 - 3           | Nantes        |
| Strasburgo       | 2 - 0           | Lilla         |
| 31 ottobre 2018  |                 |               |
| Nizza            | 3 - 2           | Auxerre       |
| Digione          | 3 - 1           | Caen          |
| Guingamp         | 0 - 0 (3-2 dtr) | Angers        |
| Le Havre         | 2 - 0           | Troyes        |
| Metz             | 1 - 2           | Amiens        |
| Stade Reims      | 1 - 1 (2-3 dtr) | Orléans       |
| Tolosa           | 0 - 1           | Lorient       |
| 27 novembre 2018 |                 |               |
| Nîmes            | 1 - 1 (4-2 dtr) | Saint-Étienne |

## Fase finale

### Ottavi di finale
| Squadra 1           | Risultato       | Squadra 2           |
| ------------------- | --------------- | ------------------- |
| 18 dicembre 2018    |                 |                     |
| Orléans             | 1 - 2           | Paris Saint-Germain |
| 19 dicembre 2018    |                 |                     |
| Amiens              | 2 - 3           | Olympique Lione     |
| Digione             | 0 - 1           | Bordeaux            |
| Le Havre            | 2 - 1           | Nîmes               |
| Monaco              | 1 - 0           | Lorient             |
| Nizza               | 0 - 0 (1-3 dtr) | Guingamp            |
| Olympique Marsiglia | 1 - 1 (2-4 dtr) | Strasburgo          |
| Rennes              | 2 - 1           | Nantes              |

### Quarti di finale
| Squadra 1           | Risultato       | Squadra 2  |
| ------------------- | --------------- | ---------- |
| 8 gennaio 2019      |                 |            |
| Olympique Lione     | 1 - 2           | Strasburgo |
| 9 gennaio 2019      |                 |            |
| Monaco              | 1 - 1 (8-7 dtr) | Rennes     |
| Bordeaux            | 1 - 0           | Le Havre   |
| Paris Saint-Germain | 1 - 2           | Guingamp   |

### Semifinali
| Squadra 1       | Risultato       | Squadra 2 |
| --------------- | --------------- | --------- |
| 29 gennaio 2019 |                 |           |
| Guingamp        | 2 - 2 (5-4 dtr) | Monaco    |
| 30 gennaio 2019 |                 |           |
| Strasburgo      | 3 - 2           | Bordeaux  |

### Finale
| Arbitro: | Millot |

|                                |                      |                     |
| Prcić Thomasson Liénard Carole | Tiri di rigore 4 – 1 | Mendy Didot Rodelin |

| Strasburgo | Guingamp |

#### Formazioni
| Strasburgo (5-3-2) |    |                       |     |
|                    |    |                       |     |
| P                  | 30 | Bingourou Kamara      |     |
| D                  | 4  | Pablo Martinez        |     |
| D                  | 5  | Lamine Koné 90’       |     |
| D                  | 13 | Stefan Mitrović (c)   |     |
| D                  | 19 | Anthony Caci          |     |
| D                  | 27 | Kenny Lala            |     |
| C                  | 14 | Sanjin Prcić          |     |
| C                  | 18 | Ibrahima Sissoko 118’ | 69’ |
| C                  | 26 | Adrien Thomasson 97’  |     |
| A                  | 12 | Lebo Mothiba 81’      |     |
| A                  | 25 | Ludovic Ajorque 105’  |     |
| A disposizione:    |    |                       |     |
| P                  | 1  | Matz Sels             |     |
| D                  | 22 | Youssouf Fofana       |     |
| D                  | 23 | Lionel Carole 90’     |     |
| C                  | 11 | Dimitri Liénard 118’  |     |
| C                  | 17 | Anthony Gonçalves     |     |
| A                  | 20 | Kévin Zohi 105’       |     |
| A                  | 29 | Nuno da Costa 81’     |     |
| Allenatore:        |    |                       |     |
| Thierry Laurey     |    |                       |     |

| Guingamp (4-3-3)   |    |                      |     |
|                    |    |                      |     |
| P                  | 16 | Marc-Aurèle Caillard |     |
| D                  | 5  | Pedro Rebocho        |     |
| D                  | 15 | Jérémy Sorbon (c)    |     |
| D                  | 25 | Cheick Traoré        |     |
| D                  | 29 | Christophe Kerbrat   |     |
| C                  | 6  | Lebogang Phiri 24’   |     |
| C                  | 7  | Ludovic Blas 98’     |     |
| C                  | 21 | Didier N'Dong        |     |
| A                  | 10 | Nicolas Benezet 70’  | 86’ |
| A                  | 11 | Marcus Thuram        |     |
| A                  | 26 | Nolan Roux 67’       |     |
| A disposizione:    |    |                      |     |
| P                  | 1  | Karl-Johan Johnsson  |     |
| D                  | 3  | Papy Djilobodji      |     |
| D                  | 20 | Félix Eboa Eboa      |     |
| C                  | 19 | Mehdi Merghem        |     |
| C                  | 22 | Étienne Didot 98’    |     |
| A                  | 9  | Alexandre Mendy 67’  |     |
| A                  | 23 | Ronny Rodelin 86’    |     |
| Allenatore:        |    |                      |     |
| Jocelyn Gourvennec |    |                      |     |

## Statistiche

### Classifica marcatori
| Gol | Rigori |  | Giocatore            | Squadra       |
| --- | ------ |  | -------------------- | ------------- |
| 2   | 1      |  | Ludovic Ajorque      | Strasburgo    |
| 2   |        |  | Mathias Autret       | Brest         |
| 2   |        |  | Mons Bassouamina     | Nancy         |
| 2   | 1      |  | Alexandre Bonnet     | Le Havre      |
| 2   |        |  | Alimami Gory         | Le Havre      |
| 2   |        |  | Daniel Mancini       | Auxerre       |
| 2   |        |  | Lebo Mothiba         | Strasburgo    |
| 2   | 2      |  | Ibrahima Niane       | Metz          |
| 2   |        |  | Mathias Pereira Lage | Clermont Foot |
| 2   |        |  | Rony Lopes           | Monaco        |
| 2   |        |  | Wesley Saïd          | Digione       |
| 2   | 1      |  | Jamal Thiaré         | Le Havre      |
| 2   |        |  | Bertrand Traoré      | Lione         |
| 2   | 1      |  | Marcus Thuram        | Guingamp      |
| 2   | 1      |  | Rémi Walter          | Nizza         |
| 2   |        |  | Majeed Waris         | Nantes        |